# Championnats d'Europe de gymnastique acrobatique 1989
Navigation
Édition précédente Édition suivante
Les championnats d'Europe de gymnastique acrobatique 1989, dixième édition des championnats d'Europe de gymnastique acrobatique, ont en 1989 à Riga, en Union soviétique.
Les nations participantes sont l'Allemagne de l'Ouest ; la Belgique ; la Bulgarie ; la France ; la Hongrie ; l'Irlande ; la Pologne ; le Portugal ;  le Royaume-Uni et  l'Union Soviétique.

## Tableau des médailles par pays
| Rang | Nation               | Or | Argent | Bronze | Total |
| ---- | -------------------- | -- | ------ | ------ | ----- |
| 1    | Bulgarie             | 10 | 3      | 1      | 14    |
| 2    | Union soviétique     | 7  | 7      | 0      | 14    |
| 3    | Pologne              | 0  | 2      | 10     | 12    |
| 4    | Hongrie              | 0  | 1      | 2      | 3     |
| 5    | Allemagne de l'Ouest | 0  | 0      | 2      | 2     |
| 6    | France               | 0  | 0      | 1      | 1     |

## Tableau des médailles par épreuves[1]
| Épreuves         | Or                                                                                   | Argent                                                                               | Bronze                                                               |
| Duo masculin     | Duo masculin                                                                         | Duo masculin                                                                         | Duo masculin                                                         |
| ---------------- | ------------------------------------------------------------------------------------ | ------------------------------------------------------------------------------------ | -------------------------------------------------------------------- |
| Général          | Union soviétique Genadin Tsherishenko Yuri Stepchenkov                               | Bulgarie Tsvetan Dinov Ivaylo Katsov                                                 | Pologne Andrzej Piechota Tomasz Gala                                 |
| Statique         | Union soviétique Genadin Tsherishenko Yuri Stepchenkov                               | Bulgarie Tsvetan Dinov Ivaylo Katsov                                                 | Pologne Andrzej Piechota Tomasz Gala                                 |
| Dynamique        | Union soviétique Genadin Tsherishenko Yuri Stepchenkov                               | Pologne Andrzej Piechota Tomasz Gala                                                 | France Yannick Le Longeais Gilles Billard                            |
| Duo féminin      |                                                                                      |                                                                                      |                                                                      |
| Général          | Bulgarie Jordanka Jodanova Anna Kirkovska                                            | Union soviétique Elena Drozhina Sulfiya Alimova                                      | Pologne Monica Jedrzejczyk Dorota Pronobis                           |
| Statique         | Bulgarie Jordanka Jodanova Anna Kirkovska                                            | Union soviétique Elena Drozhina Sulfiya Alimova                                      | Allemagne de l'Ouest Marion Linkewitz Petra Wortmann                 |
| Statique         | Bulgarie Jordanka Jodanova Anna Kirkovska                                            | Union soviétique Elena Drozhina Sulfiya Alimova                                      | Pologne Monica Jedrzejczyk Dorota Pronobis                           |
| Dynamique        | Bulgarie Jordanka Jodanova Anna Kirkovska                                            | Pologne Monica Jedrzejczyk Dorota Pronobis                                           | Allemagne de l'Ouest Marion Linkewitz Petra Wortmann                 |
| Duo mixte        |                                                                                      |                                                                                      |                                                                      |
| Général          | Bulgarie Roza Pencheva Emil Krastev                                                  | non attribuée                                                                        | Pologne Magdalena Cyran Tomasz Smiela                                |
| Général          | Union soviétique Natalia Redkova Evgenii Marchenko                                   | non attribuée                                                                        | Pologne Magdalena Cyran Tomasz Smiela                                |
| Statique         | Bulgarie Roza Pencheva Emil Krastev                                                  | non attribuée                                                                        | Pologne Magdalena Cyran Tomasz Smiela                                |
| Statique         | Union soviétique Natalia Redkova Evgenii Marchenko                                   | non attribuée                                                                        | Pologne Magdalena Cyran Tomasz Smiela                                |
| Dynamique        | Union soviétique Natalia Redkova Evgenii Marchenko                                   | Bulgarie Roza Pencheva Emil Krastev                                                  | Pologne Magdalena Cyran Tomasz Smiela                                |
| Quatuor masculin |                                                                                      |                                                                                      |                                                                      |
| Général          | Bulgarie Stefan Nikolov Lefter Ivanov Pavlin Nikolov Borislav Betsov                 | Union soviétique Vadim Bocharov Igor Sarachinskii Andrei Vintilov Vladimir Melbinkov | Hongrie Ferentz Toth Bala Tsigoni Jolt Stadler Tomash Kim            |
| Statique         | Union soviétique Vadim Bocharov Igor Sarachinskii Andrei Vintilov Vladimir Melbinkov | Hongrie Ferentz Toth Bala Tsigoni Jolt Stadler Tomash Kim                            | Bulgarie Stefan Nikolov Lefter Ivanov Pavlin Nikolov Borislav Betsov |
| Dynamique        | Bulgarie Stefan Nikolov Lefter Ivanov Pavlin Nikolov Borislav Betsov                 | Union soviétique Vadim Bocharov Igor Sarachinskii Andrei Vintilov Vladimir Melbinkov | Hongrie Ferentz Toth Bala Tsigoni Jolt Stadler Tomash Kim            |
| Trio féminin     |                                                                                      |                                                                                      |                                                                      |
| Général          | Bulgarie Boyana Angelova liubov Cholakova Vasilena Palova                            | Union soviétique Ljudmila Kaxovskaja Natalya Shbetz Tatjana Petruk                   | Pologne Dorota Klepacka Dorota Laskowska Kamila Zapytowska           |
| Statique         | Bulgarie Boyana Angelova liubov Cholakova Vasilena Palova                            | Union soviétique Ljudmila Kaxovskaja Natalya Shbetz Tatjana Petruk                   | Pologne Dorota Klepacka Dorota Laskowska Kamila Zapytowska           |
| Dynamique        | Bulgarie Boyana Angelova liubov Cholakova Vasilena Palova                            | Union soviétique Ljudmila Kaxovskaja Natalya Shbetz Tatjana Petruk                   | Pologne Dorota Klepacka Dorota Laskowska Kamila Zapytowska           |